# Ann Oakley
Ann Rosamund Oakley, född Titmuss den 17 januari 1944 i London, är en brittisk sociolog, feminist och författare. Hon är dotter till Richard Titmuss.
Oakley disputerade för doktorsgraden 1969 på en avhandling om kvinnors attityder till hushållsarbete och anslöt sig kort därefter till kvinnorörelsen. Hennes skrifter behandlar bland annat könsroller, moderskap och andra aspekter av kvinnors erfarenheter. Hon har även författat skönlitteratur.